# Calitri Scalo
Calitri Scalo è l'unica frazione di Calitri in provincia di Avellino.

## Geografia fisica
Calitri Scalo è la frazione identificata come la zona industriale del paese. È situata ai piedi del paese e si sviluppa sull'asse stradale della Strada Statale Ofantina.
La frazione, attraversata dal fiume Ofanto e da tre suoi affluenti: Ficocchia, Cortino (o Isca) e Orata, si trova al confine tra la Campania e la Basilicata.

## Architetture religiose

### Chiesa dell'Assunta
È l'unica chiesa della frazione di Calitri Scalo. Eretta per volontà di Salvatore Scoca nel 1953.

## Infrastrutture e trasporti

### Ferrovie
- Calitri-Pescopagano, fermata della linea Avellino-Rocchetta Sant'Antonio. Attualmente in disuso come il resto della tratta.[2]

### Strade
- L'arteria più importante che serve Calitri Scalo è la S.S. 401 che collega Avellino alla Basilicata e alla Puglia.
- Un'altra importante arteria che collega l'Irpinia con la provincia di Potenza è la S.S. 743.
- La S.S. 399 invece collega la S.S. 401 con la S.S. 303.